# Франкіно Ґафурі
Франкіно Ґафурі (лат. Franchinus Gaffurius/Gafurius, італ. Franchino Gaffurio/Gafori;14 січня 1451, Лоді — 25 лютого 1522, Мілан) — італійський теоретик музики і композитор. Теоретичні праці писав латинською та італійською мовами. Найбільш відомий трактат Ґафурі «Музична практика», в чотирьох книгах. Автор 18 мес, 11 магніфікатів, кількох десятків мотетів.

## Біографія
Вивчав теологію і був півчим у бенедиктинському монастирі рідного міста, там же був висвячений на священника в 1473 або 1474 році. У 1474—1475 роках жив в Мантуї. У 1476—1477 роках викладав музику в Вероні і Генуї. З 1478 році жив у різних містах Італії, служив капельмейстером у соборах Неаполя Бергамо, з 1484 року — капельмейстер кафедрального собору в Мілані. Професор музики Міланського університету (1497; сам себе гордо іменував Regius Musicus). Залишався в Мілані і після завоювання міста французами в 1500 році. Раніше вважалося, що на «Портреті музиканта» Леонардо да Вінчі, зображений Ґафурі. Нині це припущення заперечується.

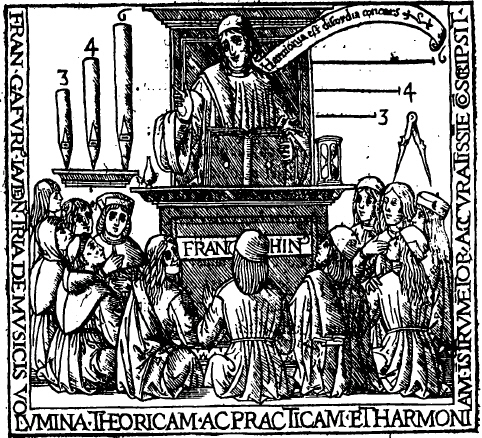
Титульна ілюстрація трактату Ґафурі "Праця про гармонію музичних інструментів " (1518). Напис по периметру: Franchini Gafurii Laudensis tria de musicis volumina — theoricam ac practicam et harmoniam instrumentorum — accuratissime scripsit. Стоя на кафедре, Гафури изрекает древнюю истину: Harmonia est discordia concors.

## Наукові роботи
На початку наукової діяльності відчув сильний вплив Боеція, також добре знав Маркетто Падуанського (власноручно переписав його трактат «Lucidarium»), Франко Кельнського, Йоана де Муріса, Уголіно з Орвієто. У трактаті «Музична практика» очевидний вплив Йоана Тінкторіса, аж до копіювання його нотних прикладів. Під впливом передових гуманістів у Мілані в 1490-х роках прагнув освоїти оригінальні трактати грецьких філософів і музикантів. Не знаючи грецької мови, замовляв переклади. У пізньому трактаті «Праця про гармонію музичних інструментів» відчутний вплив гармоніки Птолемея, зокрема, спираючись на Птолемея, він вперше дав опис синтонічній діатоніці.
Більше 20 років вів полемічне листування з болонським вченим Джованні Спатаром (1458—1541). Ця грандіозна полеміка, що почалася навколо критики в трактатах Ґафурі вчителя Спатар Рамоса де Парехи і розширилася потім далеко за межі теорії Рамоса, знайшла відображення в трьох трактатах Ґафурі («Апологія», «Перше послання» і «Друге послання») і двох трактатах Спатара.